# Svågerlag
Svågerlag (svågerskap), betecknar i vanligt språkbruk förhållandet mellan en person och hans svåger eller svägerska.

## Juridik
Den juridiska terminologin förstår under svågerlag förhållandet mellan en person och vilken som helst släkting till hans äkta make samt skiljer alltså, liksom i fråga om släktskapen, mellan rätt upp- och nedstigande svågerlag och svågerlag å sidan. Det förra består mellan ena maken och den andres ascendenter eller avkomlingar (så till exempel förhållandet till svärföräldrar eller styvbarn), det senare åter mellan ena maken och den andres sidosläktingar (härunder ingår alltså det vanliga språkbrukets egentliga svågerskap).
Rättsligt sett, fortvarar svågerlaget, även sedan det äktenskap, som grundlagt detsamma, upplösts genom dödsfall eller skilsmässa. Rätt upp- och nedstigande svågerlag har i svensk (liksom allmänt också i utländsk) rätt länge inneburit äktenskapshinder samt domar- och vittnesjäv; svågerlag å sidan i vissa närmare led har tidigare även utgjort äktenskapshinder (sålunda i svensk rätt ända till 1872, i finländsk till 1882) samt var jävsanledning mot domare och vittnen. 

## Religion
Betydande utvidgningar av svågerlagsbegreppet har föranletts av den romersk-katolska kyrkans uppfattning av man och hustru såsom ett kött: sålunda uppställdes begreppet andra svågerlaget, nämligen förhållandet till den, med vilken ens äkta make varit besvågrad (exempelvis ens makes styvbarn från ett föregående gifte; hustrus styvmor; hustrus brors hustru); vidare det så kallade tredje svågerlaget, det vill säga förhållandet till den, till vilken ens make stått i andra svågerlaget (till exempel makes styvfars änka). Till och med mellan mannens och hustruns släkter inbördes kunde kyrklig rättsuppfattning någon gång räkna svågerlag. Dessa utvidgade svågerlagsbegrepp har varit erkända även i vår äldre äktenskapsrätt; först 1872 (i Finland 1882) borttogs ur Giftermålsbalken regeln om rätt upp- och nedstigande andra svågerlag som äktenskapshinder. 
Mellan en person och släktingarna till den, med vilken han haft könsförbindelse utan äktenskap, räknas så kallat oäkta svågerlag, som i svensk rätt ända till 1915 års ändring av Giftermålsbalken utgjorde och i övrig nordisk rätt även senare utgjorde äktenskapshinder i samma utsträckning som egentligt svågerlag. I enlighet därmed talade man om mellankommande svågerlag för det fall, att ena maken gjorde sig skyldig till äktenskapsbrott med en släkting till andra maken. Slutligen har även trolovning haft betydelse för ifrågavarande ämne, så till vida, som vissa verkningar av svågerlag (domar- och vittnesjäv) kunde inträda mellan den ene av de trolovade och den andres släktingar.